# Division IA du Championnat du monde de hockey sur glace 2016
Navigation
Division IA en 2015 Division IA en 2017
Le tournoi de la Division IA du Championnat du monde de hockey sur glace 2016 se déroule à Katowice en Pologne du 23 au 29 avril 2016.

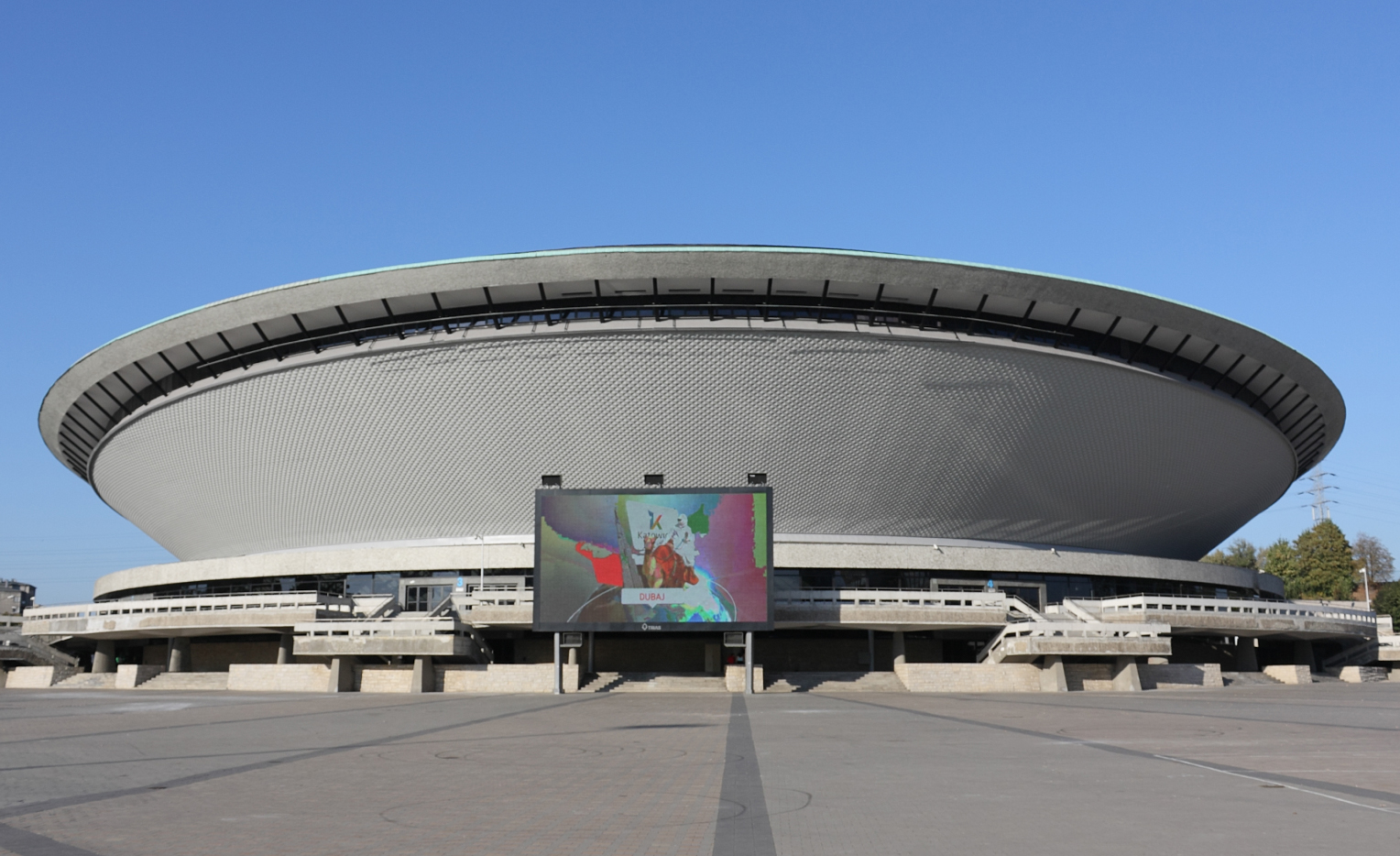
Vue du Spodek à Katowice

| \| Localisation de Katowice dans le Sud de la Pologne. \| Localisation de Katowice dans le Sud de la Pologne. |
| Localisation de Katowice dans le Sud de la Pologne.                                                           |

## Format de la compétition

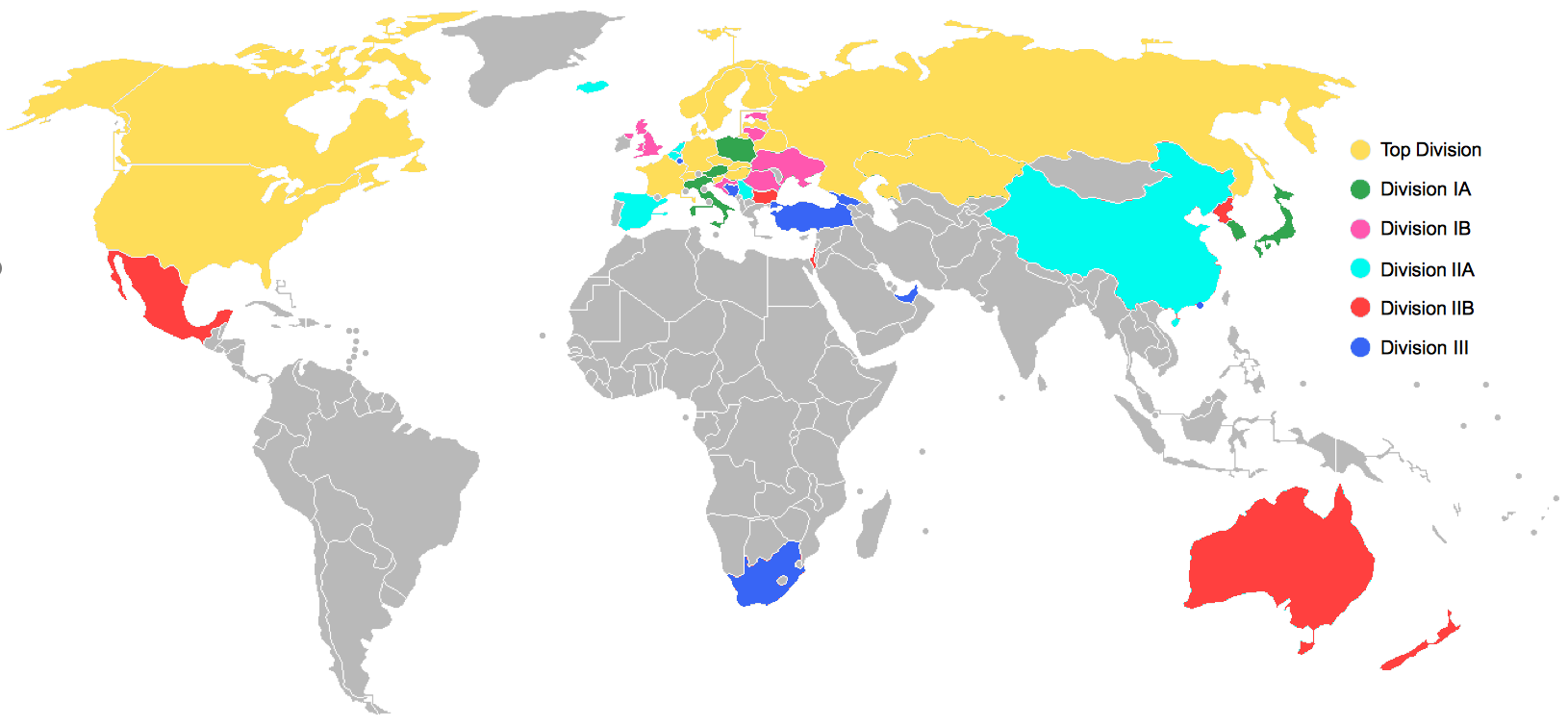
Nations participant au Championnat du monde de hockey sur glace 2016, par division.

Le Championnat du monde de hockey sur glace est un ensemble de plusieurs tournois regroupant les nations en fonction de leur niveau. Les meilleures équipes disputent le titre dans la Division Élite.
Le groupe principal (Division Élite) regroupe 16 équipes réparties en deux poules de 8 qui disputent un tour préliminaire. Les 4 premiers de chaque poule sont qualifiés pour les quarts de finale et les derniers sont relégués en Division IA.
Pour les autres divisions qui comptent 6 équipes (sauf la Division III qui en compte 7), les équipes s’affrontent entre elles et, à l'issue de cette compétition, le premier est promu dans la division supérieure et le dernier est relégué dans la division inférieure.
Lors des phases de poule, les points sont attribués ainsi :
- 3 points pour une victoire dans le temps réglementaire ;
- 2 points pour une victoire en prolongation ou aux tirs de fusillade ;
- 1 point pour une défaite en prolongation ou aux tirs de fusillade ;
- aucun point pour une défaite dans le temps réglementaire.

## Matches
| 23 avril 2016 | Japon | 1-7 (0-1, 0-4, 1-2) | Slovénie | Spodek 1 300 spectateurs |

| Feuille de match                 | Feuille de match                   | Feuille de match                | Feuille de match | Feuille de match                                                                           |
| -------------------------------- | ---------------------------------- | ------------------------------- | --- | ------------------------------------------------------------------------------------------ |
|                                  | - Kuji (Yamashita) — 54 min 46 s - | 0-1 0-2 0-3 0-4 0-5 1-5 1-6 1-7 | Urbas (Pance, Kovačevič) — 7 min 35 s Urbas (Repe, Verlič) — 21 min 40 s (SN) Verlič (Urbas, Kristan) — 29 min 31 s (SN) Mušič (Ograjenšek) — 33 min 19 s Verlič (Urbas, Pance) — 39 min 17 s - Ograjenšek (Mušič) — 57 min 18 s Pance (Urbas, Verlič) — 58 min 12 s | Arbitrage : Mikko Kaukokari Marian Rohatsch Juges de lignes : Henrik Haurum Anton Semjonov |
| Fukufuji (20 min) Onoda (40 min) | Gardiens                           | Kristan                         | | Arbitrage : Mikko Kaukokari Marian Rohatsch Juges de lignes : Henrik Haurum Anton Semjonov |
| 14 min                           | Pénalités                          | 8 min                           | | Arbitrage : Mikko Kaukokari Marian Rohatsch Juges de lignes : Henrik Haurum Anton Semjonov |
| 9                                | Tirs                               | 29                              | | Arbitrage : Mikko Kaukokari Marian Rohatsch Juges de lignes : Henrik Haurum Anton Semjonov |

| 23 avril 2016 | Italie | 3-1 (1-0, 1-1, 1-0) | Pologne | Spodek 8 500 spectateurs |

| Feuille de match | Feuille de match                                                                                        | Feuille de match | Feuille de match                                   | Feuille de match                                                                         |
| ---------------- | --- | ---------------- | -------------------------------------------------- | ---------------------------------------------------------------------------------------- |
|                  | Ramoser (Gander) — 12 min 25 s - Frigo (D. Kostner, S. Kostner) — 36 min 19 s Larkin — 59 min 58 s (CV) | 1-0 1-1 2-1 3-1  | - Malasiński (Dronia, Zapała) — 30 min 13 s (SN) - | Arbitrage : Jonathan Alarie Artour Koulev Juges de lignes : Kriss Kupcus Joep Leermakers |
| Bernard          | Gardiens                                                                                                | Odrobny          |                                                    | Arbitrage : Jonathan Alarie Artour Koulev Juges de lignes : Kriss Kupcus Joep Leermakers |
| 6 min            | Pénalités                                                                                               | 12 min           |                                                    | Arbitrage : Jonathan Alarie Artour Koulev Juges de lignes : Kriss Kupcus Joep Leermakers |
| 33               | Tirs | 26               |                                                    | Arbitrage : Jonathan Alarie Artour Koulev Juges de lignes : Kriss Kupcus Joep Leermakers |

| 23 avril 2016 | Corée du Sud | 2-3 (TB) (1-0, 1-0, 0-2, 0-0, 0-1) | Autriche | Spodek 2 000 spectateurs |

| Feuille de match | Feuille de match                                          | Feuille de match    | Feuille de match                                                                   | Feuille de match                                                                  |
| ---------------- | --------------------------------------------------------- | ------------------- | ---------------------------------------------------------------------------------- | --------------------------------------------------------------------------------- |
|                  | Swift — 16 min 5 s Kim K. (Kim S., Young) — 35 min 50 s - | 1-0 2-0 2-1 2-2 2-3 | - Schlacher (Lebler) — 44 min 50 s (2 SN) Geier — 56 min 5 s Komarek — 65 min (TB) | Arbitrage : Stephen Reneau Robin Šír Juges de lignes : Artur Hyliński Yakov Paley |
| Dalton           | Gardiens                                                  | Starkbaum           |                                                                                    | Arbitrage : Stephen Reneau Robin Šír Juges de lignes : Artur Hyliński Yakov Paley |
| 10 min           | Pénalités                                                 | 2 min               |                                                                                    | Arbitrage : Stephen Reneau Robin Šír Juges de lignes : Artur Hyliński Yakov Paley |
| 28               | Tirs                                                      | 39                  |                                                                                    | Arbitrage : Stephen Reneau Robin Šír Juges de lignes : Artur Hyliński Yakov Paley |

| 24 avril 2016 | Slovénie | 3-1 (1-0, 0-1, 2-0) | Italie | Spodek 2 000 spectateurs |

| Feuille de match | Feuille de match | Feuille de match | Feuille de match                            | Feuille de match                                                                    |
| ---------------- | --- | ---------------- | ------------------------------------------- | ----------------------------------------------------------------------------------- |
|                  | Repe (Urbas) — 13 min 15 s (SN) - Jeglič (Kovačevič, Tičar) — 45 min 23 s (SN) Kovačevič (Tičar, Ograjenšek) — 59 min 33 s (SN + CV) | 1-0 1-1 2-1 3-1  | - Scandella (Frigo, Helfer) — 26 min 47 s - | Arbitrage : Trpimir Piragić Robin Šír Juges de lignes : Artur Hyliński Martin Korba |
| Krošelj          | Gardiens | Cloutier         |                                             | Arbitrage : Trpimir Piragić Robin Šír Juges de lignes : Artur Hyliński Martin Korba |
| 4 min            | Pénalités | 10 min           |                                             | Arbitrage : Trpimir Piragić Robin Šír Juges de lignes : Artur Hyliński Martin Korba |
| 40               | Tirs | 24               |                                             | Arbitrage : Trpimir Piragić Robin Šír Juges de lignes : Artur Hyliński Martin Korba |

| 24 avril 2016 | Pologne | 1-4 (0-0, 0-2, 1-2) | Corée du Sud | Spodek 6 500 spectateurs |

| Feuille de match | Feuille de match         | Feuille de match    | Feuille de match | Feuille de match                                                                           |
| ---------------- | ------------------------ | ------------------- | --- | ------------------------------------------------------------------------------------------ |
|                  | - Pasiut — 48 min 51 s - | 0-1 0-2 1-2 1-3 1-4 | Swift (Shin S., Cho) — 21 min 24 s Swift (Shin S.) — 24 min 4 s - Swift (Lee D., Cho) — 50 min 13 s Kim S. (Kim K.) — 58 min 45 s (CV) | Arbitrage : Mikko Kaukokari Marian Rohatsch Juges de lignes : Henrik Haurum Anton Semjonov |
| Odrobny          | Gardiens                 | Dalton              | | Arbitrage : Mikko Kaukokari Marian Rohatsch Juges de lignes : Henrik Haurum Anton Semjonov |
| 6 min            | Pénalités                | 4 min               | | Arbitrage : Mikko Kaukokari Marian Rohatsch Juges de lignes : Henrik Haurum Anton Semjonov |
| 33               | Tirs                     | 31                  | | Arbitrage : Mikko Kaukokari Marian Rohatsch Juges de lignes : Henrik Haurum Anton Semjonov |

| 24 avril 2016 | Autriche | 3-1 (1-1, 0-0, 2-0) | Japon | Spodek 1 000 spectateurs |

| Feuille de match | Feuille de match | Feuille de match | Feuille de match                                        | Feuille de match                                                                        |
| ---------------- | --- | ---------------- | ------------------------------------------------------- | --------------------------------------------------------------------------------------- |
|                  | Petrik (Geier, Schiechl) — 2 min 49 s - Lebler (Geier, Herburger) — 43 min 31 s Herburger (Lebler, Geier) — 50 min 5 s | 1-0 1-1 2-1 3-1  | - Takahashi (Yamashita, Nishiwaki) — 17 min 50 s (SN) - | Arbitrage : Artour Koulev Stephen Reneau Juges de lignes : Kriss Kupcus Joep Leermakers |
| Starkbaum        | Gardiens | Onoda            |                                                         | Arbitrage : Artour Koulev Stephen Reneau Juges de lignes : Kriss Kupcus Joep Leermakers |
| 6 min            | Pénalités | 2 min            |                                                         | Arbitrage : Artour Koulev Stephen Reneau Juges de lignes : Kriss Kupcus Joep Leermakers |
| 37               | Tirs | 27               |                                                         | Arbitrage : Artour Koulev Stephen Reneau Juges de lignes : Kriss Kupcus Joep Leermakers |

| 26 avril 2016 | Corée du Sud | 3-0 (3-0, 0-0, 0-0) | Japon | Spodek 1 500 spectateurs |

| Feuille de match | Feuille de match | Feuille de match                         | Feuille de match | Feuille de match                                                                        |
| ---------------- | --- | ---------------------------------------- | ---------------- | --------------------------------------------------------------------------------------- |
|                  | Swift (Lee D.) — 4 min 18 s (2 SN) Kim K. (Kim S., Kim Won-jun) — 5 min 32 s (SN) Shin S. (Cho, Shin H.) — 11 min 10 s | 1-0 2-0 3-0                              | -                | Arbitrage : Jonathan Alarie Mikko Kaukokari Juges de lignes : Martin Korba Kriss Kupcus |
| Dalton           | Gardiens | Hitomi (11 min 10 s) Onoda (48 min 50 s) |                  | Arbitrage : Jonathan Alarie Mikko Kaukokari Juges de lignes : Martin Korba Kriss Kupcus |
| 43 min           | Pénalités | 10 min                                   |                  | Arbitrage : Jonathan Alarie Mikko Kaukokari Juges de lignes : Martin Korba Kriss Kupcus |
| 32               | Tirs | 29                                       |                  | Arbitrage : Jonathan Alarie Mikko Kaukokari Juges de lignes : Martin Korba Kriss Kupcus |

| 26 avril 2016 | Autriche | 4-2 (1-0, 2-0, 1-2) | Italie | Spodek 1 500 spectateurs |

| Feuille de match | Feuille de match | Feuille de match        | Feuille de match                                                                      | Feuille de match                                                                          |
| ---------------- | --- | ----------------------- | ------------------------------------------------------------------------------------- | ----------------------------------------------------------------------------------------- |
|                  | Kristler (Hofer, Ulmer) — 12 min 21 s Kristler (Hofer) — 30 min 46 s Komarek (Ulmer, Pallestrang) — 39 min 10 s (SN) Bacher (Haudum, Schiechl) — 46 min 16 s - | 1-0 2-0 3-0 4-0 4-1 4-2 | - Egger (Traversa, D. Kostner) — 53 min 9 s (SN) Helfer (Hofer, Gander) — 57 min 24 s | Arbitrage : Artout Koulev Trpimir Piragić Juges de lignes : Henrik Haurum Joep Leermakers |
| Starkbaum        | Gardiens | Bernard                 |                                                                                       | Arbitrage : Artout Koulev Trpimir Piragić Juges de lignes : Henrik Haurum Joep Leermakers |
| 10 min           | Pénalités | 6 min                   |                                                                                       | Arbitrage : Artout Koulev Trpimir Piragić Juges de lignes : Henrik Haurum Joep Leermakers |
| 26               | Tirs | 22                      |                                                                                       | Arbitrage : Artout Koulev Trpimir Piragić Juges de lignes : Henrik Haurum Joep Leermakers |

| 26 avril 2016 | Slovénie | 1-4 (1-1, 0-3, 0-0) | Pologne | Spodek 6 500 spectateurs |

| Feuille de match                  | Feuille de match                       | Feuille de match    | Feuille de match | Feuille de match                                                                        |
| --------------------------------- | -------------------------------------- | ------------------- | --- | --------------------------------------------------------------------------------------- |
|                                   | - Jeglič (Sabolič) — 6 min 50 s (SN) - | 0-1 1-1 1-2 1-3 1-4 | Malasiński (Dronia) — 3 min 54 s - Łopuski (Wronka, Kolusz) — 23 min 48 s (SN) Malasiński (Wronka, Bryk) — 27 min 39 s Malasiński (Pociecha, Zapała) — 38 min 9 s | Arbitrage : Stephen Reneau Marian Rohatsch Juges de lignes : Yakov Paley Anton Semjonov |
| Kristan (40 min) Kroselj (20 min) | Gardiens                               | Radziszewski        | | Arbitrage : Stephen Reneau Marian Rohatsch Juges de lignes : Yakov Paley Anton Semjonov |
| 8 min                             | Pénalités                              | 16 min              | | Arbitrage : Stephen Reneau Marian Rohatsch Juges de lignes : Yakov Paley Anton Semjonov |
| 33                                | Tirs                                   | 26                  | | Arbitrage : Stephen Reneau Marian Rohatsch Juges de lignes : Yakov Paley Anton Semjonov |

| 27 avril 2016 | Japon | 1-3 (1-1, 0-2, 0-0) | Italie | Spodek 1 500 spectateurs |

| Feuille de match | Feuille de match                       | Feuille de match | Feuille de match | Feuille de match                                                                          |
| ---------------- | -------------------------------------- | ---------------- | --- | ----------------------------------------------------------------------------------------- |
|                  | Kuji (Obara, Takahashi) — 8 min 48 s - | 1-0 1-1 1-2 1-3  | - S. Kostner (Frigo, Hofer) — 13 min 20 s Bernard (Gander) — 27 min 29 s Ramoser (Scandella, Marchetti) — 37 min 16 s | Arbitrage : Stephen Reneau Marian Rohatsch Juges de lignes : Henrik Haurum Artur Hyliński |
| Onada            | Gardiens                               | Cloutier         | | Arbitrage : Stephen Reneau Marian Rohatsch Juges de lignes : Henrik Haurum Artur Hyliński |
| 4 min            | Pénalités                              | 6 min            | | Arbitrage : Stephen Reneau Marian Rohatsch Juges de lignes : Henrik Haurum Artur Hyliński |
| 25               | Tirs                                   | 39               | | Arbitrage : Stephen Reneau Marian Rohatsch Juges de lignes : Henrik Haurum Artur Hyliński |

| 27 avril 2016 | Slovénie | 5-1 (2-1, 2-0, 1-0) | Corée du Sud | Spodek 2 500 spectateurs |

| Feuille de match | Feuille de match | Feuille de match        | Feuille de match         | Feuille de match                                                                  |
| ---------------- | --- | ----------------------- | ------------------------ | --------------------------------------------------------------------------------- |
|                  | - Sabolič (Kovačevič) — 8 min 59 s (SN) Kuralt (Ograjenšek, Pretnar) — 19 min 31 s Mušič (Kuralt, Ograjenšek) — 26 min 32 s Tičar (Jeglič) — 34 min 21 s Pretnar (Hebar, Kuralt) — 51 min 31 s | 0-1 1-1 2-1 3-1 4-1 5-1 | Kim K. (Kim S.) — 40 s - | Arbitrage : Artour Koulev Robin Šír Juges de lignes : Joep Leermakers Yakov Paley |
| Krošelj          | Gardiens | Dalton                  |                          | Arbitrage : Artour Koulev Robin Šír Juges de lignes : Joep Leermakers Yakov Paley |
| 12 min           | Pénalités | 14 min                  |                          | Arbitrage : Artour Koulev Robin Šír Juges de lignes : Joep Leermakers Yakov Paley |
| 26               | Tirs | 26                      |                          | Arbitrage : Artour Koulev Robin Šír Juges de lignes : Joep Leermakers Yakov Paley |

| 27 avril 2016 | Pologne | 1-0 (1-0, 0-0, 0-0) | Autriche | Spodek 7 500 spectateurs |

| Feuille de match | Feuille de match                   | Feuille de match | Feuille de match | Feuille de match                                                                        |
| ---------------- | ---------------------------------- | ---------------- | ---------------- | --------------------------------------------------------------------------------------- |
|                  | Pasiut (Chmielewski) — 12 min 34 s | 1-0              | -                | Arbitrage : Jonathan Alarie Trpimir Piragić Juges de lignes : Martin Korba Kriss Kupcus |
| Odrobny          | Gardiens                           | Starkbaum        |                  | Arbitrage : Jonathan Alarie Trpimir Piragić Juges de lignes : Martin Korba Kriss Kupcus |
| 20 min           | Pénalités                          | 18 min           |                  | Arbitrage : Jonathan Alarie Trpimir Piragić Juges de lignes : Martin Korba Kriss Kupcus |
| 27               | Tirs                               | 29               |                  | Arbitrage : Jonathan Alarie Trpimir Piragić Juges de lignes : Martin Korba Kriss Kupcus |

| 29 avril 2016 | Italie | 2-1 (1-0, 0-0, 1-1) | Corée du Sud | Spodek 2 500 spectateurs |

| Feuille de match | Feuille de match                                                    | Feuille de match | Feuille de match                                 | Feuille de match                                                                         |
| ---------------- | ------------------------------------------------------------------- | ---------------- | ------------------------------------------------ | ---------------------------------------------------------------------------------------- |
|                  | Ramoser (Larkin, Scandella) — 2 min 38 s (SN) Tudin — 54 min 35 s - | 1-0 2-0 2-1      | - Regan (Kim Won-jun, Kim K.) — 56 min 13 s (JS) | Arbitrage : Trpimir Piragić Stephen Reneau Juges de lignes : Artur Hyliński Martin Korba |
| Bernard          | Gardiens                                                            | Dalton           |                                                  | Arbitrage : Trpimir Piragić Stephen Reneau Juges de lignes : Artur Hyliński Martin Korba |
| 8 min            | Pénalités                                                           | 10 min           |                                                  | Arbitrage : Trpimir Piragić Stephen Reneau Juges de lignes : Artur Hyliński Martin Korba |
| 29               | Tirs                                                                | 27               |                                                  | Arbitrage : Trpimir Piragić Stephen Reneau Juges de lignes : Artur Hyliński Martin Korba |

| 29 avril 2016 | Autriche | 1-2 (1-1, 0-1, 0-0) | Slovénie | Spodek 4 000 spectateurs |

| Feuille de match | Feuille de match                        | Feuille de match | Feuille de match                                                                       | Feuille de match                                                                            |
| ---------------- | --------------------------------------- | ---------------- | -------------------------------------------------------------------------------------- | ------------------------------------------------------------------------------------------- |
|                  | Komarek (Schlacher) — 5 min 49 s (SN) - | 1-0 1-1 1-2      | - Sabolič (Jeglič, Tičar) — 10 min 58 s Ograjenšek (Mušič, Pretnar) — 27 min 29 s (SN) | Arbitrage : Mikko Kaukokari Marian Rohatsch Juges de lignes : Henrik Haurum Joep Leermakers |
| Starkbaum        | Gardiens                                | Krošelj          |                                                                                        | Arbitrage : Mikko Kaukokari Marian Rohatsch Juges de lignes : Henrik Haurum Joep Leermakers |
| 33 min           | Pénalités                               | 8 min            |                                                                                        | Arbitrage : Mikko Kaukokari Marian Rohatsch Juges de lignes : Henrik Haurum Joep Leermakers |
| 27               | Tirs                                    | 23               |                                                                                        | Arbitrage : Mikko Kaukokari Marian Rohatsch Juges de lignes : Henrik Haurum Joep Leermakers |

| 29 avril 2016 | Pologne | 10-4 (6-1, 1-1, 3-2) | Japon | Spodek 8 500 spectateurs |

| Feuille de match | Feuille de match | Feuille de match                                         | Feuille de match | Feuille de match                                                                   |
| ---------------- | --- | -------------------------------------------------------- | --- | ---------------------------------------------------------------------------------- |
|                  | Wronka (Bychawski, Zapała) — 50 s Chmielewski (Pasiut, Łopuski) — 3 min 58 s (SN) Malasiński (Zapała, Kruczek) — 6 min 42 s (IN) Kruczek (Dziubiński) — 10 min 35 s Pasiut — 12 min 27 s (IN) Dziubiński (Kolusz) — 17 min 52 s - Bagiński (Kotlorz, Bychawski) — 23 min 15 s - Chmielewski (Dronia, Kruczek) — 44 min (SN) - Dronia (Zapała) — 55 min 34 s Wajda (Borzecki, Wronka) — 59 min 48 s (SN) | 1-0 2-0 3-0 4-0 5-0 6-0 6-1 7-1 7-2 7-3 8-3 8-4 9-4 10-4 | - Ueno (Takahashi, Yamashita) — 19 min 56 s - Kawai (Haga, Yanadori) — 25 min 47 s (SN) Obara (Terao) — 41 min 39 s - Nishiwaki (Takahashi, Tanaka) — 44 min 46 s (SN) - | Arbitrage : Jonathan Alarie Robin Šír Juges de lignes : Yakov Paley Anton Semjonov |
| Odrobny          | Gardiens | Onoda (6 min 42 s) Hitomi (53 min 18 s)                  | | Arbitrage : Jonathan Alarie Robin Šír Juges de lignes : Yakov Paley Anton Semjonov |
| 10 min           | Pénalités | 12 min                                                   | | Arbitrage : Jonathan Alarie Robin Šír Juges de lignes : Yakov Paley Anton Semjonov |
| 51               | Tirs | 22                                                       | | Arbitrage : Jonathan Alarie Robin Šír Juges de lignes : Yakov Paley Anton Semjonov |

## Classement final
Pour les significations des abréviations, voir statistiques du hockey sur glace.
| Clt   | Équipe           | PJ | V | VP | D | DP | BP | BC | Diff | Pts |
| ----- | ---------------- | -- | - | -- | - | -- | -- | -- | ---- | --- |
| +001, | Slovénie (R)     | 5  | 4 | 0  | 1 | 0  | 18 | 8  | +10  | 12  |
| +002, | Italie           | 5  | 3 | 0  | 2 | 0  | 11 | 10 | +1   | 9   |
| +003, | Pologne          | 5  | 3 | 0  | 2 | 0  | 17 | 12 | +5   | 9   |
| +004, | Autriche (R)     | 5  | 2 | 1  | 2 | 0  | 11 | 8  | +3   | 8   |
| +005, | Corée du Sud (P) | 5  | 2 | 0  | 2 | 1  | 11 | 11 | 0    | 7   |
| +006, | Japon            | 5  | 0 | 0  | 5 | 0  | 7  | 26 | -19  | 0   |

- Promu en Division Élite en 2017
- Relégué en Division IB en 2017

## Récompenses individuelles
Meilleurs joueurs
- Meilleur gardien :  Bernhard Starkbaum
- Meilleur défenseur :  Thomas Larkin
- Meilleur attaquant :  Patryk Wronka

| Clt | Joueur            | Équipe       | PJ | B | A | Pts | Pun | +/- |
| --- | ----------------- | ------------ | -- | - | - | --- | --- | --- |
| 1   | Ken Ograjenšek    | Slovénie     | 5  | 2 | 4 | 6   | 2   | +2  |
| -   | Jan Urbas         | Slovénie     | 5  | 2 | 4 | 6   | 0   | +3  |
| 3   | Tomasz Malasiński | Pologne      | 5  | 5 | 0 | 5   | 4   | +5  |
| -   | Michael Swift     | Corée du Sud | 5  | 5 | 0 | 5   | 12  | +3  |
| 5   | Kim Ki-sung       | Corée du Sud | 5  | 3 | 2 | 5   | 0   | +1  |
| 6   | Krzysztof Zapała  | Pologne      | 5  | 0 | 5 | 5   | 4   | +2  |
| 7   | Grzegorz Pasiut   | Pologne      | 5  | 3 | 1 | 4   | 0   | 0   |
| 8   | Žiga Jeglič       | Slovénie     | 5  | 2 | 2 | 4   | 2   | +1  |
| -   | Aleš Mušič        | Slovénie     | 5  | 2 | 2 | 4   | 2   | +3  |
| -   | Miha Verlič       | Slovénie     | 5  | 2 | 2 | 4   | 6   | +3  |

| Clt | Joueur             | Équipe       | PJ | Min      | BC | Moy  | %Arr    | Bl |
| --- | ------------------ | ------------ | -- | -------- | -- | ---- | ------- | -- |
| 1   | Gašper Krošelj     | Slovénie     | 5  | 200 h 0  | 3  | 0.90 | 96.34 % | 0  |
| 2   | Bernhard Starkbaum | Autriche     | 5  | 302 h 45 | 8  | 1.59 | 93.65 % | 0  |
| 3   | Matt Dalton        | Corée du Sud | 5  | 302 h 47 | 11 | 2.18 | 92.95 % | 1  |
| 4   | Andreas Bernard    | Italie       | 5  | 180 h 0  | 6  | 2.00 | 92.41 % | 0  |
| 5   | Przemysław Odrobny | Pologne      | 5  | 238 h 22 | 9  | 2.27 | 92.04 % | 1  |

Pour les significations des abréviations, voir statistiques du hockey sur glace.
Nota : seuls sont classés les gardiens ayant joué au minimum 40 % du temps de jeu de leur équipe.